# John M. Goshko
John M. Goshko (født 29. juli 1933 i Lynn, Massachusetts, død 23. marts 2014 i Washington, DC) var en amerikansk journalist for The Washington Post.

## Tidlige liv
Goshko blev født den 29. juli 1933 i Lynn, Massachusetts. Han tog eksamen fra University of Pennsylvania, hvor han fik en bachelorgrad i engelsk i 1955. Han gjorde tjeneste i USA Army i tre år og deltog i Columbia University Graduate School of Journalism, hvor han fik en mastergrad i 1959.

## Karriere
Goshko begyndte sin journalistikkarriere i Minneapolis, Minnesota, hvor han arbejdede for Star Tribune. I 1961 blev han medlem af The Washington Post. Han blev deres korrespondent i Lima, Peru, i 1965. I 1967 var han deres korrespondent i Bolivia. Han vendte tilbage til Washington DC i 1975, og han trak sig tilbage i 2000.
Goshko vandt Ed Stout Award for bedste artikel eller rapport om Latinamerika fra Overseas Press Club i 1970. Han vandt også Maria Moors Cabot-prisen samme år.

## Personlige liv og død
Goshko giftede sig med Linda Levitt. De fik fire børn.
Goshko døde den 23. marts 2014 i Washington, DC.